# Polina Malik
Polina Malik (* 18. November 1998 in der Ukraine) ist eine israelische Volleyballspielerin. Die Diagonalangreiferin kam 2019 aus ihrer Heimat nach Aachen. In der Saison 2020/21 spielt die Nationalspielerin für Pölkky Kuusamo.

## Karriere
Malik kam ein Jahr nach ihrer Geburt nach Israel. Dort begann sie als 13-Jährige ihre Karriere in der Nachwuchsakademie. Sie spielte in der Juniorennationalmannschaft, bevor sie später in die A-Nationalmannschaft berufen wurde. Von 2016 bis 2018 spielte sie in der ersten israelischen Liga für Raʿanana VBC. Anschließend wechselte die Diagonalangreiferin zum Ligakonkurrenten Maccabi Haifa. 2019 wurde sie vom deutschen Bundesligisten Ladies in Black Aachen verpflichtet. In der Saison 2019/20 kam sie mit Aachen jeweils ins Viertelfinale des DVV-Pokals und des europäischen Challenge Cups. Als die Bundesliga-Saison kurz vor den Playoffs abgebrochen wurde, standen die Ladies in Black auf dem siebten Tabellenplatz. In der Saison 2020/21 spielt sie in Finnland bei Pölkky Kuusamo.